# تياجو سيبوت وايلد
تياجو سيبوت وايلد هو لاعب كرة مضرب برازيلي ولد في 10 مارس 2000.

## روابط خارجية
- تياجو سيبوت وايلد على موقع رابطة محترفي التنس (الإنجليزية)
- تياجو سيبوت وايلد على موقع الاتحاد الدولي لكرة المضرب (الإنجليزية)
- تياجو سيبوت وايلد على موقع كأس ديفيز (الإنجليزية)
- تياجو سيبوت وايلد على موقع خلاصة التنس.كوم (الإنجليزية)
- تياجو سيبوت وايلد على موقع اللجنة الأولمبية الدولية (الإنجليزية)